# Bierde (Petershagen)
Bierde ist ein Ortsteil von Petershagen und liegt an der Mühlenroute im Mühlenkreis Minden-Lübbecke.

## Geographie
Bierde liegt östlich der Kernstadt. Im Osten grenzt Bierde an den niedersächsischen Landkreis Schaumburg und den Ortsteil Raderhorst, im Norden an Ilserheide und Gorspen-Vahlsen, im Westen an den Ortsteil Lahde sowie im Süden an den Ortsteil Quetzen.

## Geschichte
Bierde gehörte bis zu den Napoleonischen Kriegen zur Vogtei Windheim im Amt Petershagen des Fürstentums Minden. Der Ort gehörte von 1807 bis 1813 zum Kanton Windheim des napoleonischen Satellitenstaats Königreich Westphalen und kam 1816 zum neuen Kreis Minden. Bis 1972 bildete Bierde eine Gemeinde im Amt Windheim des Kreises. Bevor die Gemeinde bei der kommunalen Neugliederung am 1. Januar 1973 Teil der Stadt Petershagen wurde, hatte sie eine Fläche von 8,35 km² sowie 629 Einwohner (31. Dezember 1972). Bierde hatte am 31. Dezember 2022 613 Einwohner.

## Politik
Die Bevölkerung von Bierde wird gegenüber Rat und Verwaltung der Stadt Petershagen seit 1973 durch einen Ortsvorsteher vertreten, der aufgrund des Wahlergebnisses vom Rat der Stadt Petershagen gewählt wird. Zurzeit ist die Stelle unbesetzt.

## Kultur und Sehenswürdigkeiten
- Der Wallholländer (Windmühle) in Bierde wurde 1802 erbaut. An dieser Mühle finden sich einige Sonderformen: Zum einen der von der Erde bis unter die Kappe geradlinige hölzerne Achtkant; eine einfachere Konstruktion als die ansonsten taillierten Mühenkörper, die den Wind besser ableiten und den Staudruck nach den Flügeln vermindern. Zum anderen ist die Mühle mit neuen Jalousieflügeln ausgerüstet, die nicht mit einer durchbohrten Flügelwelle angesteuert werden, sondern durch eine im Mühlenkreis sehr seltene Hecht'sche Jalousieansteuerung, Hinweis auf eine nachträgliche Änderung der Flügelart.

Weiterhin ist da die zum Windrosenbock verarbeitete Eichastgabel. Das Getriebe der Mühle ist noch nicht funktionsfähig, so dass die Flügel sich ohne Last drehen.
- Neben der Windmühle ist in einem Gebäude die Dampfmühle untergebracht. Das Gebäude bot viel mehr Platz und konnte durch die neue Energie Dampf angetrieben werden. Diese Mühle hat bis 1990, zum Schluss im Eigenbedarf, gearbeitet.

- Ganz im Osten des alten Ortskernes steht eine ca. 600 Jahre alte Flatterulme, die als Naturdenkmal geführt wird. Sie ist im August 2023 zum Nationalerbe-Baum ausgezeichnet worden.[4]

- 2004 wurde eine Nisthilfe für Weißstörche errichtet, sie wird aber, von jährlichen Kurzbesuchen abgesehen, von den Tieren bisher nicht angenommen. Im Februar 2011 kam eine weitere Nisthilfe dazu. Diese wurde Mitte April angenommen. Trotz 30-tägiger Brut kam es aber nicht zum Schlupf der Jungen.[5]

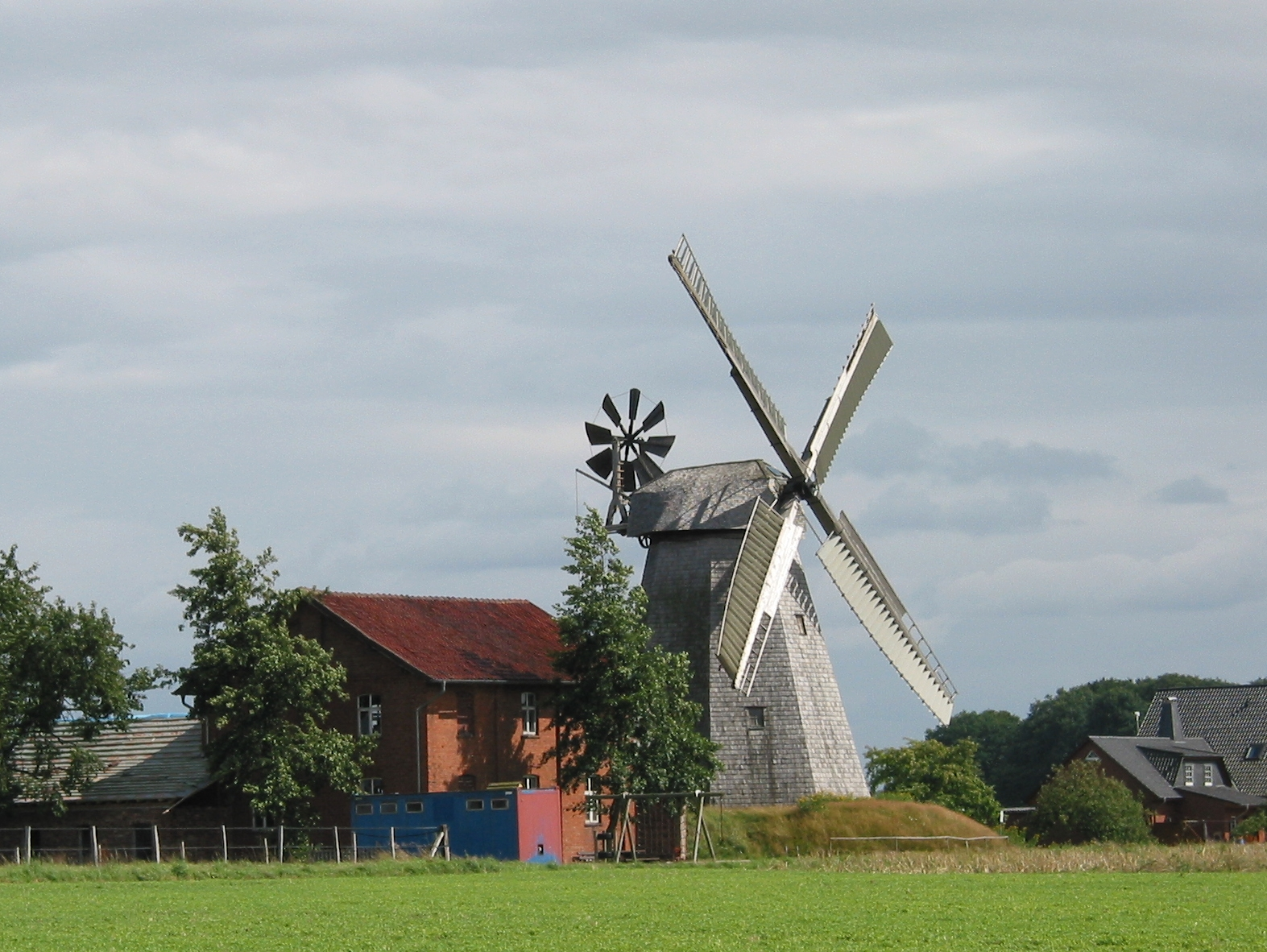
Wallholländer in Bierde
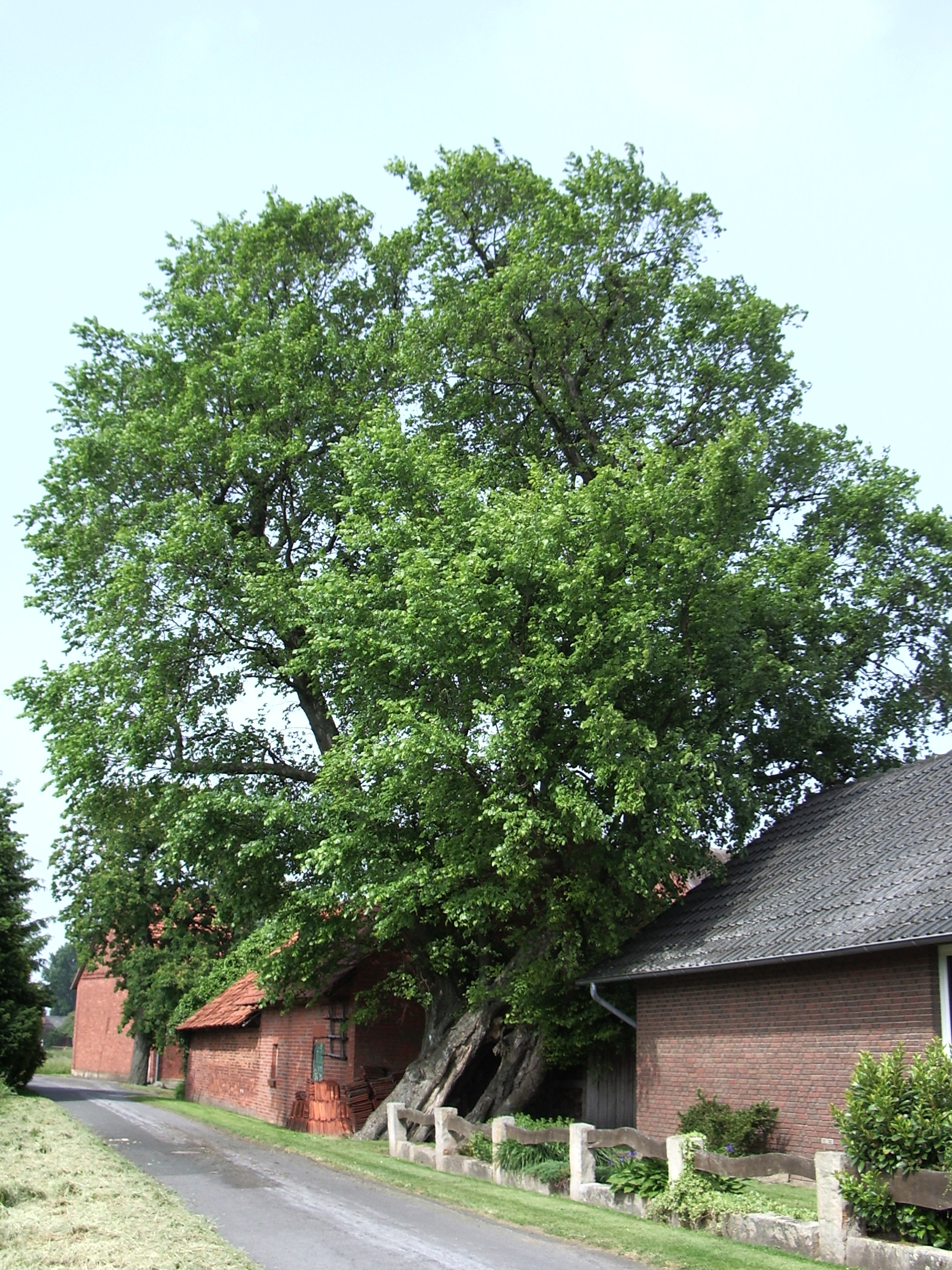
Die alte Bierder Ulme
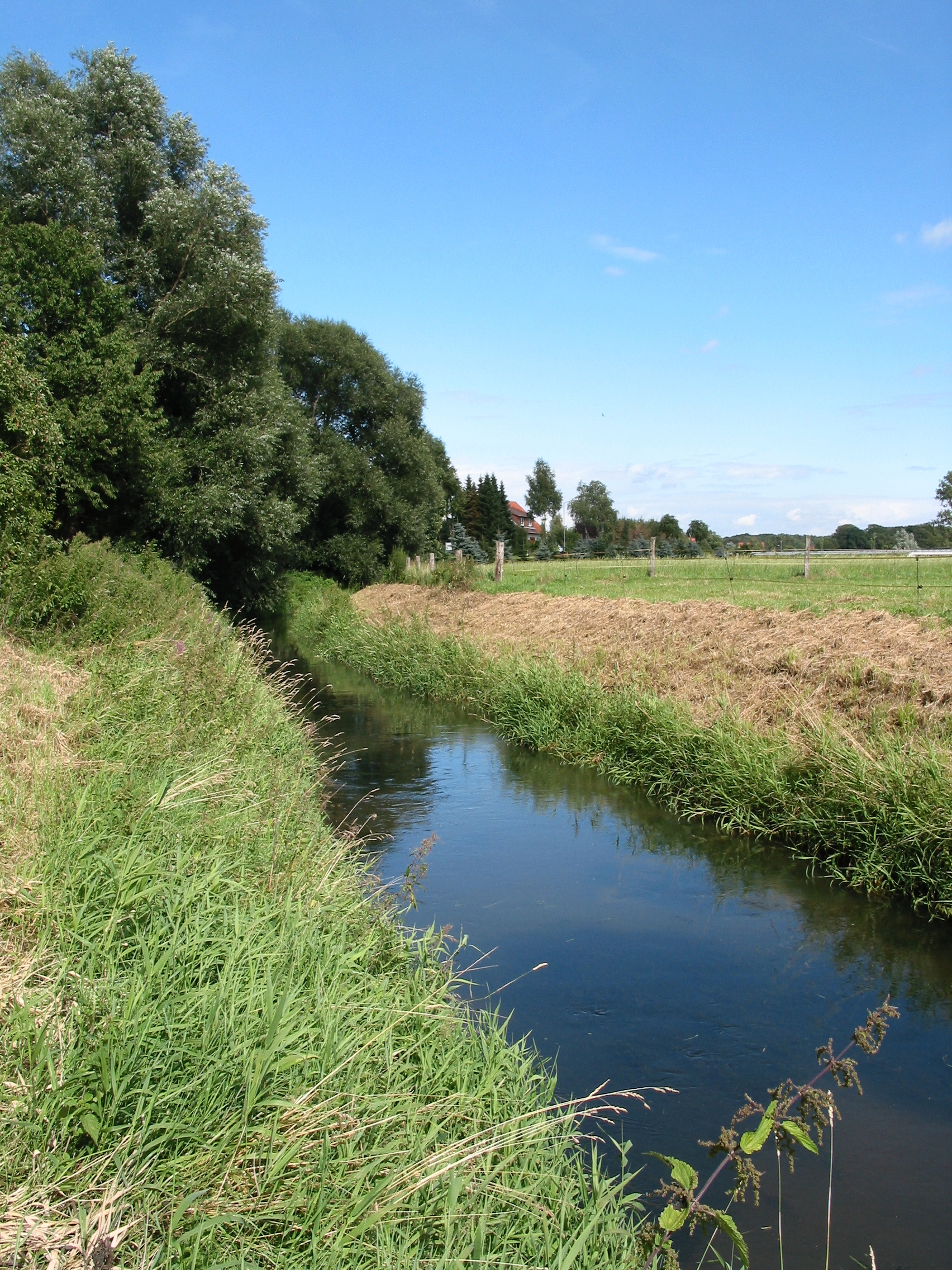
Die Gehle in Bierde (Auf Höhe der Kirche)

## Wirtschaft und Infrastruktur

### Unternehmen
Handel und Wirtschaft haben sich fast vollständig aus dem Ort zurückgezogen und sind heute im Nachbarort Lahde zu finden.
Es gibt einen Kindergarten, eine restaurierte Windmühle, eine große Reithalle und im alten, nahezu unveränderten Ortskern einige alte Bauernhäuser. In der Richtung des Ortsteils Lahde liegt das Neubaugebiet Bierderloh.

### Vereine
Die Kulturgemeinschaft Bierde koordiniert die Termine der zahlreichen örtlichen Vereine.

### Verkehr
2004/2005 wurde das Dorf an die L770 angebunden, die den Kreis Minden-Lübbecke von West nach Ost durchquert. Im Rahmen des Straßenbaus wurde ein kleines Biotop angelegt. Der begradigte Fluss Gehle zieht sich durch das Dorf, beidseitig von den Gehlewiesen gesäumt.
Auf Privatinitiative hin wurde im Jahr 2002 eine Wiederentwicklung der alten Gehlefurt im alten Ortskern von Bierde in den Landschaftsplan aufgenommen, bisher aber noch nicht durchgeführt.

## Persönlichkeiten
- Meister Bertram (* um 1340; † 1414 oder 1415 in Hamburg)